# Mai 2019
Portal Geschichte | Portal Biografien | Aktuelle Ereignisse | Jahreskalender | Tagesartikel

◄ |
20. Jahrhundert |
21. Jahrhundert

◄ |
1980er |
1990er |
2000er |
2010er
| 2020er | 2030er | 2040er

◄ |
2015 |
2016 |
2017 |
2018 |
2019
| 2020 | 2021 | 2022 | 2023 | ►

◄ |
Februar 2019 |
März 2019 |
April 2019 |
Mai 2019 |
Juni 2019 |
Juli 2019 |
August 2019 |
►
Dieser Artikel behandelt tagesbezogene Nachrichten und Ereignisse im Mai 2019.

## Tagesgeschehen

### Mittwoch, 1. Mai 2019
- Klagenfurt/Österreich: Im Finale des Cups des Österreichischen Fußball-Bundes besiegt der FC Red Bull Salzburg den SK Rapid Wien mit 2:0.[1]
- Köln/Deutschland: Im Finale des DFB-Pokals der Frauen setzt sich der VfL Wolfsburg mit 1:0 gegen den SC Freiburg durch.
- London/Vereinigtes Königreich: Der Verteidigungsminister Gavin Williamson wird entlassen; seine Nachfolge tritt Penny Mordaunt an.
- Peterborough/Vereinigtes Königreich: Erstmals seit Inkrafttreten des entsprechenden Gesetzes 2015 verliert mit Fiona Onasanya ein Mitglied des britischen Unterhauses sein Mandat durch ein Abwahlverfahren.[2]

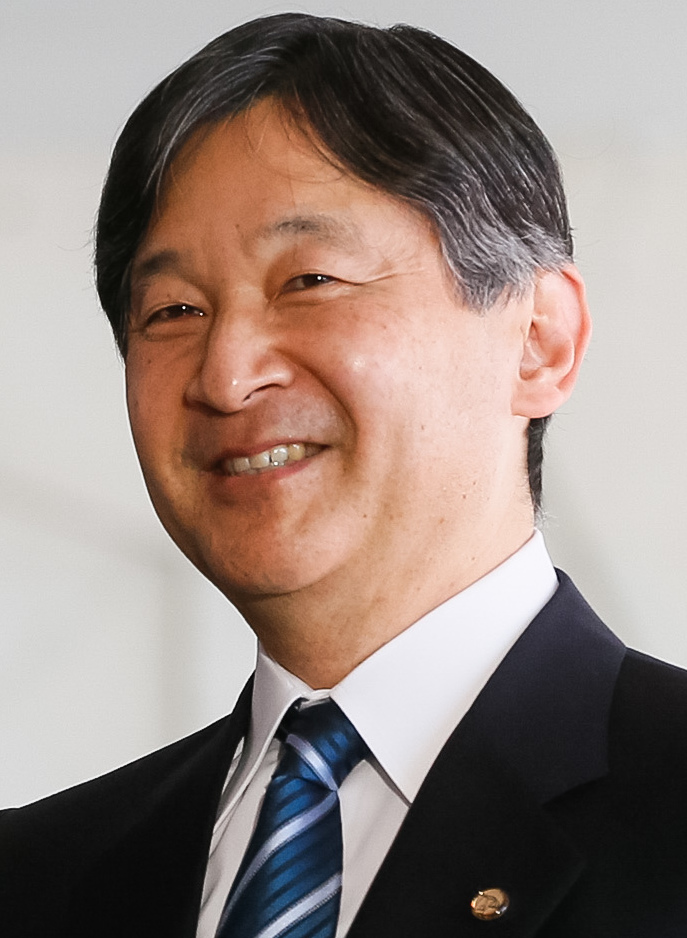
Der japanische Kronprinz und neue Tennō Naruhito (2018)

- Der japanische Kronprinz und neue Tennō Naruhito (2018)Tokio/Japan: Kronprinz Naruhito besteigt den japanischen Chrysanthementhron. Damit beginnt eine neue Ära, die Reiwa-Zeit.

### Donnerstag, 2. Mai 2019
- Nikosia/Zypern: Der Justizminister Ionas Nikolaou tritt zurück. Er übernimmt damit die politische Verantwortung für eine unaufgeklärte Mordserie.[3]

### Freitag, 3. Mai 2019
- Deutschland: Der Earth Overshoot Day in Deutschland ist dieses Jahr auf den 3. Mai gefallen.
- Berlin/Deutschland: Verleihung des Deutschen Filmpreises
- Hockenheim/Deutschland: Auf dem Hockenheimring beginnt die 33. Saison der DTM.

### Samstag, 4. Mai 2019
- Bangkok/Thailand: Maha Vajiralongkorn wird als Rama X. zum König gekrönt.
- Wien/Österreich: Michael Chalupka wird zum neuen Bischof der Evangelischen Kirche A.B. gewählt. Er wird Nachfolger von Michael Bünker, der im September 2019 in den Ruhestand tritt.

### Sonntag, 5. Mai 2019
- Moskau/Russland: Bei einer missglückten Notlandung am Flughafen Scheremetjewo fängt eine Maschine vom Typ Suchoi Superjet 100 Feuer, dabei kommen 41 Menschen ums Leben.
- Niamey/Niger: Bei der Explosion eines Tanklastwagens in der Nähe des Flughafens kommen mindestens 58 Menschen ums Leben.[4]
- Panama-Stadt/Panama: Der PRD-Politiker Laurentino Cortizo wird zum neuen Präsidenten des Landes gewählt.[5]
- Skopje/Nordmazedonien: Bei der Präsidentschaftswahl setzt sich der sozialdemokratische Kandidat Stevo Pendarovski gegen die von der nationalkonservativen VMRO-DPMNE unterstützte Universitätsprofessorin Gordana Siljanovska-Davkova in der Stichwahl durch.[6]

### Montag, 6. Mai 2019
- Ankara/Türkei: Der Hohe Wahlausschuss erklärt die Bürgermeisterwahl in Istanbul vom 31. März 2019, bei der sich der CHP-Kandidat Ekrem Imamoglu mit einem knappen Vorsprung gegen Binali Yıldırım von der regierenden AKP durchgesetzt hatte, für ungültig und ordnet ihre Wiederholung an.[7]
- London/Vereinigtes Königreich: Das erste Kind von Prinz Harry und Meghan Markle wird geboren.[8]
- Paris/Frankreich: Zum Abschluss der mehrtägigen IPBES-Konferenz zum Artenschutz veröffentlicht der Weltbiodiversitätsrat den globalen Bericht zur Artenvielfalt und zur Bedrohung der weltweiten Biodiversität. Bis zu eine Million Arten sind demzufolge vom Aussterben bedroht.
- Sheffield/Vereinigtes Königreich: Mit einem Sieg über den Schotten John Higgins gewinnt der Engländer Judd Trump zum ersten Mal die Snookerweltmeisterschaft.

### Dienstag, 7. Mai 2019
- Bern/Schweiz: Der Swiss Overshoot Day fällt dieses Jahr auf den 7. Mai.
- London/Vereinigtes Königreich: Der britische Kabinettschef David Lidington gibt bekannt, dass sein Land definitiv an der EU-Wahl 2019 teilnehmen wird.
- Rovaniemi/Finnland: Erstmals in seiner Geschichte endet ein Treffen der Mitglieder des Arktischen Rates ohne gemeinsame Abschlusserklärung.

### Mittwoch, 8. Mai 2019
- Belmopan/Belize: Die Wähler in Belize sprechen sich dafür aus, eine Lösung des Territorialkonflikts zwischen Guatemala und Belize in die Hände des Internationalen Gerichtshofes (IGH) in Den Haag zu legen. Bei einem gleichlautenden Referendum am 15. April 2018 stimmten rund 96 % der Wahlberechtigten in Guatemala für diesen Schritt. Die Wahlbeteiligung war allerdings mit nur 24 Prozent sehr niedrig. Das Referendum in Belize war für den 10. April 2019 geplant gewesen, wurde aber am 8. April kurzfristig verschoben.[9]
- Kapstadt/Südafrika: Bei den Wahlen zur Nationalversammlung und den Provinzparlamenten gelingt der Regierungspartei African National Congress trotz Verlusten erneut der Sieg.[10]
- Berlin/Deutschland: Verleihung Preis Frauen Europas[11]

### Donnerstag, 9. Mai 2019
- Hermannstadt/Rumänien: Informeller EU-Gipfel[12]
- Vatikanstadt/Vatikan: Papst Franziskus verkündet, dass Geistliche ab sofort Meldestellen über Missbrauchsfälle in der Kirche informieren müssen. Damit geht er gegen den sexuellen Missbrauch in der katholischen Kirche vor.[13]

### Freitag, 10. Mai 2019
- Bratislava/Slowakei: Beginn der 83. Eishockey-Weltmeisterschaft der Herren
- New York City/Vereinigte Staaten: Erster Handelstag für die Aktien des Fahrdienstleisters Uber an der New York Stock Exchange.
- Washington, D.C./Vereinigte Staaten: Im Handelskonflikt zwischen den Vereinigten Staaten und der Volksrepublik China erhöht die US-amerikanische Regierung die Zölle auf chinesische Güter im Wert von 200 Milliarden Dollar von 10 auf 25 Prozent.[14]
- Wien/Österreich: Die ehemalige Skirennläuferin Lizz Görgl gewinnt mit ihrem Partner Thomas Kraml die 12. Staffel der Dancing Stars.
- Sfax/Tunesien: Bei einem Bootsunglück im Mittelmeer, etwa 45 Seemeilen (rund 83 Kilometer) vor der tunesischen Küste, sterben mindestens 65 Migranten. Sie stammten zum Großteil aus Subsahara-Ländern und hatten ihre Überfahrt Richtung Europa in Suara (Libyen) begonnen.[15][16]
- Vereinigte Staaten: 44 US-Bundesstaaten reichen Klagen gegen 20 Pharmaunternehmen und 15 Einzelpersonen ein, denen sie Preisabsprachen in den USA bei Generika vorwerfen. Im Zentrum der Beschuldigungen steht der weltgrößte Hersteller Teva.[17]

### Samstag, 11. Mai 2019
- Bologna/Italien: Beginn des 102. Giro d’Italia (bis 2. Juni)
- Venedig/Italien: Beginn der Biennale (bis 24. November)

### Sonntag, 12. Mai 2019
- Jerusalem/Israel: Die US-amerikanische Schriftstellerin Joyce Carol Oates wird am Eröffnungstag der internationalen Buchmesse mit dem Jerusalem-Preis ausgezeichnet.[18]
- Skopje/Nordmazedonien: Der Sozialdemokrat Stevo Pendarovski tritt sein Amt als neuer Präsident Nordmazedoniens an.[19]
- Vilnius/Litauen: Präsidentschaftswahl

### Montag, 13. Mai 2019
- Wien/Österreich: Die dreitägige SKKM-Übung „Helios“ beginnt. Ziel ist, die Resilienz von Behörden, Bundesländern, Einsatzorganisationen und Betreibern kritischer Infrastrukturen im Fall einer europaweiten Strommangellage bzw. eines Stromausfalls zu testen.[20]

### Dienstag, 14. Mai 2019
- Cannes/Frankreich: Beginn der Internationalen Filmfestspiele von Cannes.

### Mittwoch, 15. Mai 2019
- Montgomery/Vereinigte Staaten: Die Gouverneurin des Bundesstaates Alabama, Kay Ivey, unterzeichnet ein zuvor von beiden Kammern des Parlaments beschlossenes Gesetz gegen Schwangerschaftsabbrüche, das als das restriktivste seiner Art in den USA gilt. Demnach wären Abtreibungen selbst in Fällen der Vergewaltigung oder des Inzests illegal.[21]
- New York City/Vereinigte Staaten: Das Auktionshaus Christie’s versteigert die Skulptur Rabbit von Jeff Koons für 91,1 Millionen US-Dollar. Dies ist der höchste bis dahin erzielte Preis für ein Werk eines noch lebenden Künstlers.[22]
- Wien/Österreich: Der Nationalrat beschließt ein Kopftuchverbot für Kinder an Grundschulen.[23]

### Donnerstag, 16. Mai 2019
- Madrid/Spanien: Die spanische Regierung gibt die Verhaftung des mutmaßlichen ETA-Führungsmitgliedes Josu Ternera bekannt.[24]

### Freitag, 17. Mai 2019
- Albena/Bulgarien: Im Finale der U-17-Fußball-EM der Frauen gewinnt die deutsche Mannschaft gegen die Vertretung der Niederlande im Elfmeterschießen.
- Ankara/Türkei: Die türkische Regierung hebt das seit mehreren Jahren bestehende Besuchsverbot des zu lebenslanger Haft verurteilten PKK-Gründers Abdullah Öcalan zu seinen Anwälten auf.[25]
- Berlin/Deutschland: Der Bundestag verabschiedet eine Resolution, in der die Argumentationsmuster und Methoden der BDS-Kampagne für antisemitisch erklärt werden.
- Berlin/Deutschland: Der Bundesrat entscheidet über die Zulassung von E-Scootern auf Deutschlands Straßen.[26]
- Frankfurt am Main/Deutschland: Die mehrfache Weltmeisterin und Olympiasiegerin im Biathlon, Laura Dahlmeier, gibt das Ende ihrer Karriere bekannt.[27]

### Samstag, 18. Mai 2019
- Bleiburg/Österreich: Kroatentreffen auf dem Loibacher Feld.[28]
- Budapest/Ungarn: Finale der UEFA Champions League der Frauen im Fußball. Das Spiel entscheidet Olympique Lyon mit einem 4:1 gegen den FC Barcelona für sich. Es ist damit der 6. Sieg insgesamt und der vierte in Folge für diese Mannschaft.[29]
- Canberra/Australien: Parlamentswahl[30]
- Kiel/Deutschland: In der Sparkassen-Arena findet das Endspiel des EHF-Pokals statt.
- Tel Aviv/Israel: Der niederländische Sänger Duncan Laurence gewinnt mit 498 Punkten das Finale des 64. Eurovision Song Contest im Tel Aviv Convention Center. Das deutsche Duo S!sters belegt mit 24 Punkten den vorletzten Platz. Der Schweizer Luca Hänni kommt mit 364 Punkten auf den 4. Platz. Die österreichische Teilnehmerin Paenda kam nicht über das Halbfinale hinaus.[31]
- Wien/Österreich: Nach dem Rücktritt von Heinz-Christian Strache als Vizekanzler und FPÖ-Parteiobmann im Zuge der „Ibiza-Affäre“ kündigt Bundeskanzler Sebastian Kurz vorgezogene Neuwahlen an.

### Sonntag, 19. Mai 2019
- Bern/Schweiz: Volksabstimmungen zur Unternehmenssteuerreform und der Umsetzung einer Änderung der EU-Waffenrichtlinie.
- Bern/Schweiz: Im Stade de Suisse schlägt der FC Basel den FC Thun im Endspiel des Schweizer Cups mit 2:1.
- Stadt Luxemburg/Luxemburg: Letzter Spieltag der obersten Fußball-Liga. Meister wird zum vierten Mal in Folge F91 Düdelingen.
- Neu-Delhi/Indien: Letzter Tag der Parlamentswahl.

### Montag, 20. Mai 2019
- Kiew/Ukraine: Amtsantritt des neuen Präsidenten Wolodymyr Selenskyj, zugleich Rücktritt von Außenministers Pawlo Klimkin.[32]
- Die Revision des Internationalen Einheitensystems tritt in Kraft.[33]

### Dienstag, 21. Mai 2019
- Oslo/Norwegen: Die US-amerikanische Mathematikerin Karen Uhlenbeck erhält den diesjährigen Abelpreis.[34]
- Lilongwe/Malawi: Präsidentschafts-, Parlaments- und Lokalwahlen
- London/Vereinigtes Königreich: Die arabischsprachige Schriftstellerin Jokha al-Harthi erhält für ihren Roman Celestial Bodies den Man Booker International Prize. Ausgezeichnet wird auch ihre Übersetzerin Marilyn Booth.[35]

### Mittwoch, 22. Mai 2019
- London/Vereinigtes Königreich: Andrea Leadsom tritt von ihren Regierungsämtern als Lord President of the Council und Leader of the House of Commons zurück.
- Scunthorpe/Vereinigtes Königreich: Der Stahlhersteller British Steel Limited meldet Insolvenz an. Betroffen sind neben den etwa 5.000 direkt Beschäftigten auch rund 20.000 Arbeitsplätze bei Zulieferbetrieben.[36]
- Stuttgart/Deutschland: Dieter Zetsche gibt seinen Posten als Vorstandsvorsitzender der Daimler AG ab, Nachfolger wird Ola Källenius.
- Vilnius/Litauen: Die Schwimmerin Rūta Meilutytė gibt im Alter von 22 Jahren das Ende ihrer Karriere als Sportlerin bekannt.
- Vereinte Nationen: Der frühere Bundespräsident Horst Köhler gibt sein Amt als UN-Sonderbeauftragter für die Westsahara auf. Er war dort als Vermittler im Westsaharakonflikt zwischen Marokko und der Frente Polisario tätig.
- Wien/Österreich: Die infolge der Ibiza-Affäre vakant gewordenen Ministerposten in der Bundesregierung Kurz I werden mit Valerie Hackl, Johann Luif, Walter Pöltner und Eckart Ratz, alle parteilos, besetzt. Neuer Vizekanzler wird Finanzminister Hartwig Löger.

### Donnerstag, 23. Mai 2019
- Brüssel/Belgien: Von heute an finden über vier Tage hinweg die nationalen Direktwahlen zum Parlament der Europäischen Union statt. In Deutschland und Österreich wird die Wahl am 26. Mai durchgeführt.[37]
- Taiyuan/Volksrepublik China: Der Start eines Yaogan-Spionagesatelliten mit einer Langer-Marsch-4-Trägerrakete schlägt fehl.

### Freitag, 24. Mai 2019
- London/Vereinigtes Königreich: Die britische Premierministerin Theresa May gibt ihren Rücktritt als Vorsitzende der Conservative Party zum 7. Juni bekannt. Bis zur Wahl eines Nachfolgers will sie als Regierungschefin im Amt bleiben. Graham Brady legt den Vorsitz des 1922-Komitees nieder. Zuvor hatten ihn Parteifreunde gedrängt, für Mays Nachfolge zu kandidieren.
- Silver Spring/Vereinigte Staaten: Die Food and Drug Administration erteilt dem Schweizer Pharmakonzern Novartis die Zulassung eines unter dem Namen Zolgensma angebotenen Medikaments gegen die Erbkrankheit Spinale Muskelatrophie bei Kindern unter zwei Jahren. Mit einem Preis von etwa zwei Millionen US-Dollar pro Dosis gilt das gentherapeutische Präparat als teuerstes Arzneimittel der Welt.[38]
- Lyon/Frankreich: Am Nachmittag explodiert ein mit Nägeln und Schrauben versetzter Sprengsatz in der Fußgängerzone von Lyon. 13 Menschen werden verletzt. Keine Gruppe bekannte sich zu dem Anschlag, wenige Tage später wurde ein Hauptverdächtiger aus Algerien stammender Student und Personen aus seinem Umfeld verhaftet.[39]

### Samstag, 25. Mai 2019
- Bern/Schweiz: Letzter Spieltag der Super League
- Berlin/Deutschland: Der FC Bayern München gewinnt das Finale des DFB-Pokals 2018/19 gegen RB Leipzig mit 3:0
- Cannes/Frankreich: Bei den 72. Internationalen Filmfestspielen von Cannes wird der Film Parasite des südkoreanischen Regisseurs Bong Joon-ho mit der Goldenen Palme ausgezeichnet.
- Frankfurt am Main/Deutschland: Am „Finaltag der Amateure“ finden die Endspiele in den Wettbewerben um die Fußball-Verbandspokale statt.
- Genf/Schweiz: Auf ihrer Jahrestagung verabschieden die Mitgliedsstaaten der Weltgesundheitsorganisation (WHO) die als „ICD-11“ bezeichnete Neuauflage der internationalen statistischen Klassifikation der Krankheiten und verwandter Gesundheitsprobleme. Sie wird zu Jahresbeginn 2022 in Kraft treten.[40]

### Sonntag, 26. Mai 2019
- Berlin/Deutschland: Europawahl; zudem finden Kommunalwahlen in Baden-Württemberg, Brandenburg, Mecklenburg-Vorpommern, Rheinland-Pfalz, Saarland, Sachsen, Sachsen-Anhalt und Thüringen statt.
- Bremen/Deutschland: Wahl zur Bremischen Bürgerschaft
- Brüssel/Belgien: Parlamentswahl
- Frankfurt am Main/Deutschland: Die Autorin Eva Menasse wird in der Paulskirche mit dem Ludwig-Börne-Preis ausgezeichnet.[41]
- Paris/Frankreich: Beginn der French Open, (bis 9. Juni)
- Vilnius/Litauen: Stichwahl der Präsidentschaftswahl zwischen Gitanas Nausėda und Ingrida Šimonytė.[42]
- Wien/Österreich: Europawahl

### Montag, 27. Mai 2019
- Antananarivo/Madagaskar: Parlamentswahl
- Wien/Österreich: Der Nationalrat spricht Bundeskanzler Kurz und der von ihm geleiteten Regierung sein Misstrauen aus. Zugleich leitet er seine Selbstauflösung als Voraussetzung der geplanten vorgezogenen Neuwahl in die Wege. Beides ist eine Folge der sogenannten „Ibiza-Affäre“.
- Nach dem Stimmverlust der CDU bei der Europawahl 2019 hat die Parteivorsitzende Annegret Kramp-Karrenbauer mit Äußerungen für Irritationen gesorgt, die allgemein als Forderung nach Regulierung von Meinungsäußerungen im Internet vor Wahlen gedeutet worden sind.
- Berlin/Deutschland: Im Fußball steigt der 1. FC Union Berlin nach zwei Unentschieden in den Relegationsspielen gegen den VfB Stuttgart in Folge der Auswärtstorregel in die Bundesliga auf, während der VfB zum dritten Mal in seiner Vereinsgeschichte in die zweite Bundesliga absteigt.

### Dienstag, 28. Mai 2019

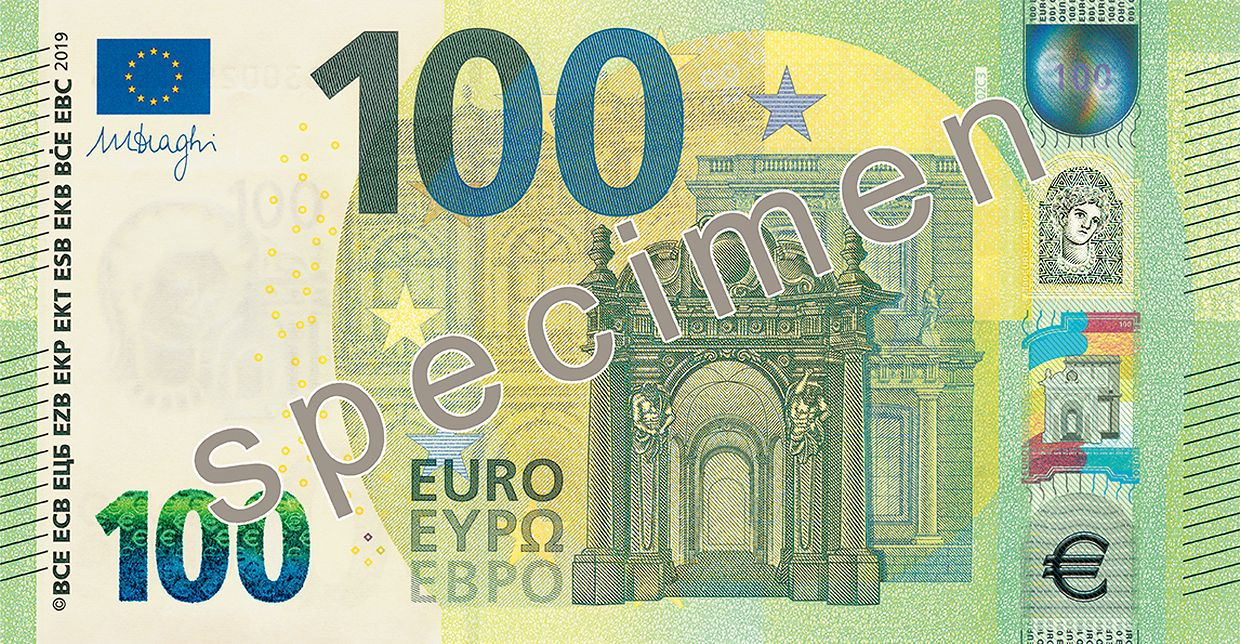
100-Eurobanknote

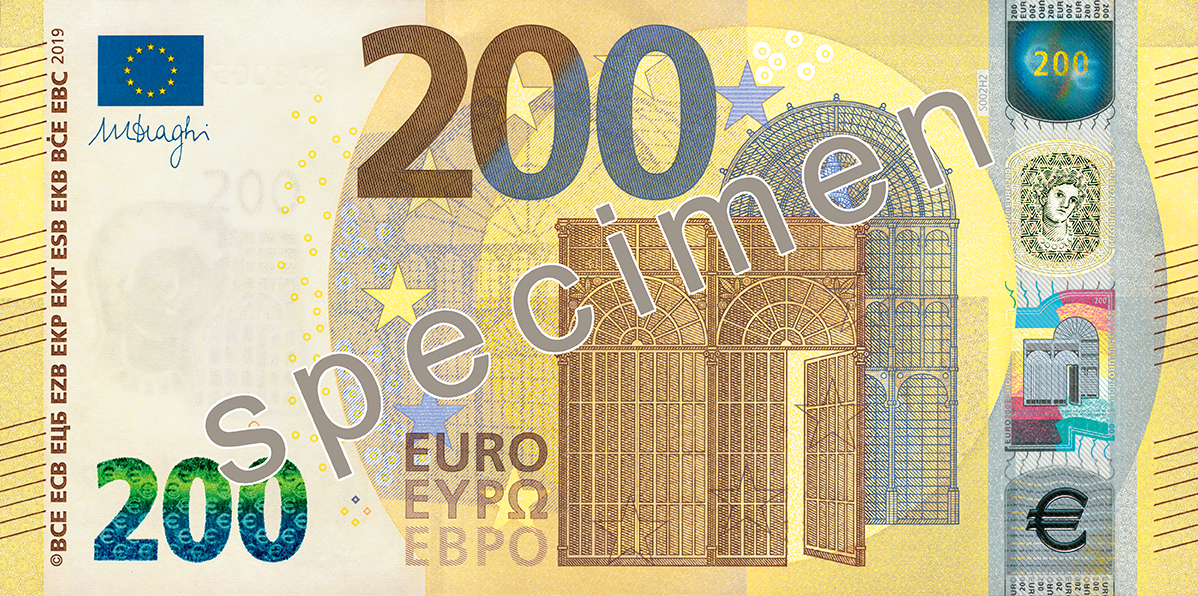
200-Eurobanknote

- Frankfurt am Main/Deutschland: Die Europäische Zentralbank (EZB) bringt neue 100- und 200-Eurobanknoten heraus. Diese sind mit neuen Sicherheitsmerkmalen ausgestattet, die eine Fälschung erschweren sollen, und etwas kleiner.

### Mittwoch, 29. Mai 2019
- Baku/Aserbaidschan: Im Endspiel der UEFA Europa League der Männer im Fußball schlägt der FC Chelsea den FC Arsenal mit 4:1.
- Budapest/Ungarn: Auf der Donau kentert das Ausflugsschiff Hableány und geht unter, mindestens sieben Menschen kommen ums Leben.[43]

### Donnerstag, 30. Mai 2019
- Aachen/Deutschland: Der Generalsekretär der Vereinten Nationen, António Guterres, erhält den Internationalen Karlspreis verliehen.[44]
- England: Beginn des ICC Cricket World Cup (bis 14. Juli).
- Montreux/Schweiz: Medienberichten zufolge wird die Bilderberg-Konferenz 2019 vom 30. Mai bis zum 2. Juni im Hotel Montreux Palace stattfinden.[45]
- Münster/Deutschland: Der Präsident des Hartmannbundes, Klaus Reinhardt, wird als Nachfolger von Frank Ulrich Montgomery zum Präsidenten der Bundesärztekammer gewählt. Er setzt sich im dritten Wahlgang gegen die Präsidentin der Ärztekammer Niedersachsen, Martina Wenker, durch.
- Port Moresby/Papua-Neuguinea: Das Nationalparlament wählt den früheren Finanzminister James Marape zum Premierminister. Er folgt auf Peter O’Neill, der zuvor zurückgetreten war.[46]
- Addis Abeba/Afrika: Durch das Inkrafttreten des afrikanischen Freihandelsabkommens am 30. Mai 2019 ist die afrikanische Freihandelszone beschlossen.[47][48]
- Europa: Europäische Nachhaltigkeitswoche (bis 5. Juni)